# Trypanaeus junceus
Trypanaeus junceus är en skalbaggsart som beskrevs av Lewis 1913. Trypanaeus junceus ingår i släktet Trypanaeus och familjen stumpbaggar. Inga underarter finns listade i Catalogue of Life.